# Institutul Smithsonian
Institutul Smithsonian [smɪθsoʊniən] (Smith-soh-nee-ən) este un institut de învățământ și cercetare și un complex de muzee, administrate și finanțate de guvernul Statelor Unite și de fonduri caritabile, contribuții benevole și din profiturile obținute din operațiunile sale de retail, concesii și activități de acordare a unor licențe. Smithsonian a solicitat 797.6 milioane dolari de la Congres în 2011 pentru finanțarea operațiunilor sale. În timp ce cele mai multe dintre cele 19 muzee, gradina sa zoologică și cele nouă centre de cercetare se află în Washington, DC, filiale sunt, de asemenea, în Arizona, Maryland, New York, Virginia, Panama, și în altă parte. Smithsonian are peste 137 milioane obiecte în colecțiile sale, editează două reviste numite Smithsonian (lunar) și Air & Space (bilunar), si are o poliție proprie pentru a proteja vizitatorii, personalul și proprietățile muzeelor sale. Institutul Smithsonian este cel mai mare complex muzeal din lume și multe dintre clădirile sale sunt repere istorice și de arhitectură. În plus, 168 de alte muzee sunt afiliate Smithsonian. 